# Екстракт зеленої кави

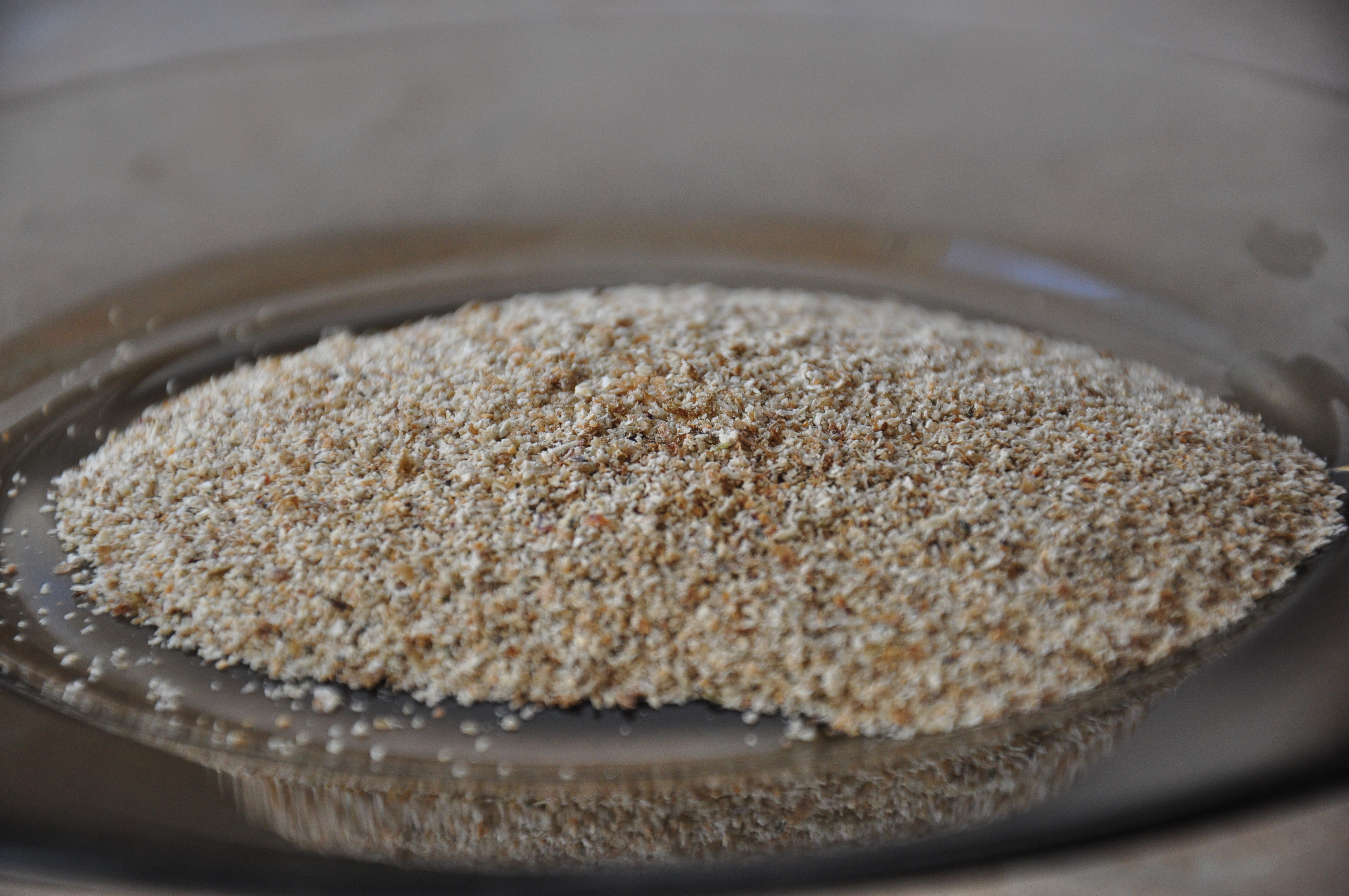
Мелена зелена кава

Екстрáкт зелéної кáви — це витяжка із несмажених зелених кавових бобів. Використовується як харчовий додаток та інґредієнт для зменшення ваги. Ефективність та механізм дії на даний момент є суперечливими.
Існують деякі свідчення на користь дієвості зеленої кави, однак аргументація є недостатньою. У 2014 р. було визнане необґрунтованим дослідження за фінансового сприяння компанії Applied Food Sciences, котру було оштрафовано Федеральною торговою комісією США за проведення поверхневого дослідження.

## Вплив на здоров'я
Дослідження 2011 року встановило попередні результати дієвості зеленої кави для зменшення ваги. Дане дослідження опиралося на три опубліковані випадково-контрольовані випробування (англ. randomized controlled trials) екстракту зеленої кави, що включала опитування 142 учасників, і виявило певний незначний ефект. Дослідження стверджувало, що потрібно провести ретельніші та триваліші випробування з метою вивчення ефективності та безпеки вживання як додатку для зменшення ваги. Учасників було проінструктовано обмежити дієту та збільшити фізичні навантаження паралельно з вживанням тестованого продукту.
Як згадано вище, одне з таких випробувань було визнано необґрунтованим у 2014 р. через відсутність беззаперечних доказів.
Три проведені клінічні випробування свідчили про відсутність небажаних наслідків вживання; однак було зазначено про два випадки, що не пов'язані з конкретними випробуваннями, погіршення самопочуття у вигляді головного болю та інфекцій сечовивідних шляхів.

## Історія
У квітні 2012 р. у телепрограмі The Dr. Oz Show було представлено екстракт зеленої кави як дієвий засіб на підставі проведеного ненаукового дослідження. Учасника даного шоу, Lindsey Duncan, в подальшому було оштрафовано Федеральною торговою комісією США на 9 млн доларів США за подання неправдивих та необґрунтованих свідчень та промоції продуктів із зеленої кави у згаданій програмі.
У 2002 р. французькою фіто- та рослинно-екстракційною компанією Berkem як харчовий додаток було запропоновано препарат Svetol. До 2005 р. цей препарат був основним складником в препараті CoffeeSlender, на той час популярний засіб для схуднення у Норвегії та наступного року — у Великій Британії. У 2006 р. на конференції Health Ingredients Europe препарат отримав бронзову відзнаку в категорії найкращого інґредієнта.
У січні 2008 р. міжнародний виробник натуральних складників Naturex придбав структурний підрозділ з дослідження екстрактів компанії Berkem, яка володіла правами на Svetol, після чого останній було виведено на ринок США.
Svetol є одним з двох сертифікованих екстрактів зеленої кави, що містить щонайменше 45 % хлорогенової кислоти. У 2013 р. корпорація EuroPharma ввела Svetol до лінійки своєї продукції.

## Суперечності
Часопис Fortune в червні 2014 р. повідомив, що переваги споживання зеленої кави спростовано найновішими дослідженнями, крім того, екстракт став предметом розгляду у Федеральній торговій комісії та у Сенаті США проти однієї з компаній Флориди за необґрунтовану промоцію продуктів для зменшення ваги.
У травні 2014 р. ФТК звинуватила флоридських виробників товару під назвою Pure Green Coffee в обмані покупців через обіцянки зменшення ваги. Комісія визнала, що посилання на дослідження Vinson'а було помилковим, оскільки мала місце низка методологічних недоліків, що призвело до необ'єктивності загалом.
17 червня 2014 р. підкомітет Сенату США з питань науки та транспорту провів слухання з приводу продуктів для втрати ваги з метою захисту прав споживачів. Під час слухань екстракт часто згадували як один з видів підробки. Прихильник продукту, Dr. Oz, в захист зеленої кави як засобу схуднення, під час доповіді більше акцентував увагу на суб'єктивних моментах, наводячи приклад вживання зеленої кави власною родиною, однак визнавав, що «чудодійної пігулки без дієти та вправ не існує».

## Светол
Svetol є зареєстрованим фірмою Naturex екстрактом стандартизованої хлорогенової кислоти з декофеїнезованих зелених кавових бобів виду Coffea canephora robusta Pierre. Існує на ринку харчових додатків з 2002 р. Продукт дегідратовано та капсульовано методом струменевого сушіння (англ. spray drying). Становить специфічну комбінацію збалансовану між 3-, 4-, та 5-хлорогеновими кислотами (англ. Caffeoylquinic acid) і містить останньої не менше 45-50 %.